# Красне Сюндюково
Красне Сюндюково (рос. Красное Сюндюково) — селище в Ульяновському районі Ульяновської області Російської Федерації.
Населення становить 43 особи. Входить до складу муніципального утворення Ундоровське сільське поселення.

## Історія
Від 2004 року входить до складу муніципального утворення Ундоровське сільське поселення.

## Населення
| 2010 |
| ---- |
| 43   |